# Listă de artiști de muzică ambient
Lista de față prezintă artiștii notabili ai genului ambient. Aceasta include artiști care fie au fost foarte importanți pentru gen sau au avut un volum considerabil de expunere (cum ar fi în cazul celor care au inregistrat la o casa de discuri majoră, dar fără a se limita la acest criteriu). Această listă nu include artiști locali puțin cunoscuți. Proiectele muzicale sunt prezentate dupa prima literă din numele lor (fără a include cuvintele "un", "o", sau "the"), precum și după numele de familie pentru artiști individuali.
| - 2002 - 3rd Force - Philip Aaberg - William Ackerman - Acoustic Alchemy - Adiemus - Rudy Adrian - Aes Dana - Aghiatrias - AIR - Airiel - The Album Leaf - Ambeon - Amethystium - Autechre - The American Dollar - Anugama - Aphex Twin - Giulio Aldinucci - Diane Arkenstone - Ash Ra Tempel - James Asher - Atom Heart - Augustine Leudar - Australis - Marvin Ayres - Sara Ayers - William Basinski - Bad Sector - Wally Badarou - Bass Communion - BASEDGOD - Peter Baumann - David Bowie (Pe Low și "Heroes") - Biosphere - Bluetech - Boards of Canada - Bohren & der Club of Gore - Richard Bone - Booka Shade - Bonobo - Bowery Electric - Thom Brennan - Michael Brook - Brunette Models - Buckethead (trance-ambient) - Harold Budd - Peter Buffett - Burzum (lucrări tîrzii) - Ray Buttigieg - Carbon Based Lifeforms - Wendy Carlos - Clifford Carter (membru al formației James Taylor) - Craig Chaquico - Suzanne Ciani - Clouddead - Cluster - Cocteau Twins - Coil - B.J. Cole (chitarist pedal steel) - Colleen - Conjure One, condus de Rhys Fulber - Controlled Bleeding - Cusco - Holger Czukay - Christ. - Malcolm Dalglish - David Darling - David Jolley - Dead Can Dance - Dead Texan, The - Death Ambient - Death Cube K - Deathprod - Deep Forest - De Facto (formație) - Delerium - Constance Demby - Stuart Dempster - Deuter - Deutsch Nepal - DJ Spooky - Kurt Doles - Dntel - Suzanne Doucet - dreamSTATE - Kyle Bobby Dunn - Earth - Earthstar - Danielle Egnew - Ludovico Einaudi - Eluvium - Emerald Web - Emeralds - Justin Emerle - Enigma - Brian Eno - Roger Eno - Enya - Karlheinz Essl - Dean Evenson - Explosions In The Sky - Don Falcone - Falling Up - Falling You - Fantomas - Ryan Farish - Christian Fennesz - The Field - The Fireman - Tim Floyd - Jim Fox - Christopher Franke - Freescha - Robert Fripp - Edgar Froese - Ben Frost - Frou Frou - John Frusciante - Fumio - Future Sound of London / Amorphous Androgynous - Peter Gabriel - Gandalf - Gas - Philip Glass - Global Communication - God Is An Astronaut - Goldfrapp - Manuel Gottsching - Grey Area - Nicholas Gunn - Guru Guru - Guy Gerber - Rob Haigh - Halo Manash - Peter Hammill - Hammock - Harmonia - Jon Hassell - Imogen Heap - Tom Heasley - Tim Hecker - Michael Hedges - David Helpling - Higher Intelligence Agency - Vladimír Hirsch - Ezekiel Honig - Hum - Hwyl Nofio - Iasos - I.E.M. - In-Existence (Maarten van der Vleuten) - Inon Zur - Tetsu Inoue - Mark Isham - Irresistible Force - Ishq - Ishvara - I, Aeronaut - Jacaszek - Jean Michel Jarre - Jonn Serrie - Jónsi & Alex - Karl Jenkins - Jeff Johnson - Jóhann Jóhannsson - Michael Jones - Bradley Joseph - Karunesh - Kátai Tamás - Peter Kater - Kevin Keller (compoitor) - Kevin Kern - Kettel - Paddy Kingsland - Kitaro - The KLF - Koan - Thomas Köner - Kraftwerk - Andrei Krylov | - Labradford - Ladytron - Daniel Lanois - David Lanz - Laraaji - Bill Laswell - Thomas Leer - Ottmar Liebert - Lights Out Asia - Liquid Zen - Loscil - Lull - Luminaria - Lusine - Lustmord - Ray Lynch - M83 - Maeror Tri - Main - Makyo - Mana ERG - Mannheim Steamroller - Marconi Union - Catya Maré - Mariae Nascenti - Marine - Keiko Matsui - Paul McCandless - Loreena McKennitt - Billy McLaughlin - Mehdi - Riad Michael - Michna - Robert Miles - Robyn Miller - Mirror System - Moby - Monotonos - Moodswings - The Moon Lay Hidden Beneath a Cloud - Morgenstern - Rob Mounsey - Murcof - Roberto Musci - Mythos - R. Carlos Nakai (flautist Nativ American) - Pete Namlook - Andy Narell - Neptune Towers - Loren Nerell - Nightnoise - Nine Inch Nails (Ghosts I-IV, unele din The Fragile) - No-Man - Alva Noto (Carsten Nicolai) - Numina (Numina/Caul) - Michael Nyman - Vidna Obmana - Obsil - Odd Nosdam - Patrick O'Hearn - Mike Oldfield - Coyote Oldman - Omar Rodriguez Lopez - Ombient - Omni Trio - On! Air! Library! - Open Canvas - The Orb - William Orbit (seriile Strange Cargo) - Orbital - O Yuki Conjugate - Ott (Producător muzical) - Craig Padilla - Panda Bear - Pendulum - Phish (The Siket Disc in particular) - Pivot - Plastikman - Popol Vuh - Porcupine Tree - Puff Dragon - Port Blue - Quantic (Earlier Works) - Rabbit in the Moon - Radiohead (Kid A) - Radio Massacre International - Raison D'être - Red - Robert Rich - Terry Riley - Francis Rimbert - Steve Roach - Kim Robertson - Hans-Joachim Roedelius - Rothko - Rurutia - Röyksopp - Ryuichi Sakamoto - Karl Sanders - Bruno Sanfilippo - Devin Sarno - Erik Satie - Conrad Schnitzler - Neal Schon (din Journey) - Klaus Schulze - Scorn - Murat Ses - Shadowfax - Jonah Sharp - Shpongle - Shulman - Michael Shrieve - The Sight Below - Sigur Rós - Montana Skies - Spiral Realms - Gary Stadler - Stars of the Lid - Stray Ghost - Michael Stearns - Solar Fields - Henrik Takkenberg - Hirokazu Tanaka - Tangerine Dream - Team Sleep - Telefon Tel Aviv - Mark Templeton - Terre Thaemlitz - The Necks - Robert Scott Thompson - TimeShard - Amon Tobin - Devin Townsend - Troum - Tuu - Thom Brennan - Thomas Newman - Tycho - Ulrich Schnauss - Ulver - Underworld - Vangelis - Velvet Cacoon - Voice of Eye - The Water - Kit Watkins - Wavestar (cu John Dyson) - Simon Webb - Carl Weingarten - Tim White - Steven Wilson - Windy & Carl - Paul Winter - Paul Winter Consort - Jah Wobble - Erik Wollo - Woob - Kenji Yamamoto - Yanni - Yellow Magic Orchestra - Susumu Yokota - Zero 7 - Zoviet France |